# Inspecteur de Cock (série télévisée)
Pour les articles homonymes, voir Baantjer.
 (novembre 2020).
Le contenu est difficilement compréhensible vu les erreurs de traduction, qui sont peut-être dues à l'utilisation d'un logiciel de traduction automatique.
Inspecteur de Cock (Baantjer) est une série télévisée néerlandaise qui a été diffusée sur RTL4 du 6 octobre 1995 au 1er décembre 2006 pour un total de 123 épisodes de 60 minutes en 12 saisons. Elle met en vedette Piet Römer dans le rôle de Jurriaan 'Jurre' de Cock, un détective de la police, et Victor Reinier dans le rôle de Dick Vledder, son assistant. La série est basée sur les romans de l'écrivain Albert Cornelis Baantjer.
En 1999, RTL 4 a diffusé le téléfilm  Baantjer, de film: De Cock en de wraak zonder einde à l'occasion du dixième anniversaire de la chaîne.
En 2018, RTL a annoncé que la série serait relancée pour une treizième saison et un film, mettant en vedette Waldemar Torenstra, qui serait diffusé sur RTL 4 et Videoland. Le film Amsterdam Vice (Baantjer: Het Begin) a remporté le prix du Golden Film deux semaines après sa première le 18 avril 2019.
La série a été diffusée en France sur TF1 30 janvier 2007

## Distribution
| Principal         |
| Invité            |
| Récurrent         |
| Absent du casting |

| Acteur                                                               | Personnage           | Saison       | Saison       | Saison       | Saison       | Saison       | Saison       | Saison       | Saison       | Saison       | Saison       | Saison       | Saison       |           |
| Acteur                                                               | Personnage           | 1            | 2            | 3            | 4            | 5            | 6            | 7            | 8            | 9            | 10           | 11           | 12           |           |
| -------------------------------------------------------------------- | -------------------- | ------------ | ------------ | ------------ | ------------ | ------------ | ------------ | ------------ | ------------ | ------------ | ------------ | ------------ | ------------ | --------- |
| Piet Römer                                                           | Jurre de Cock        | Principal    | Principal    | Principal    | Principal    | Principal    | Principal    | Principal    | Principal    | Principal    | Principal    | Principal    | Principal    |           |
| Victor Reinier                                                       | Dick Vledder         | Principal    | Principal    | Principal    | Principal    | Principal    | Principal    | Principal    | Principal    | Principal    | Principal    | Principal    | Principal    |           |
| Martin Schwab                                                        | Ab Keizer            | Principal    | Principal    | Principal    | Principal    | Principal    | Principal    | Principal    | Principal    | Principal    | Principal    | Principal    | Principal    |           |
| Marian Mudder                                                        | Vera Prins           | Principal    | Principal    | Principal    | Principal    | Principal    | Principal    | Principal    | Principal    |              |              |              | 2            |           |
| Kirsten van Dissel                                                   | Iris de Graaff       |              |              |              |              |              |              |              |              | 9            | Principal    | Principal    | Principal    | Principal |
| Wimie Wilhelm                                                        | Els Peeters          |              |              |              |              |              | 62 épisodes  | 62 épisodes  | 62 épisodes  | 62 épisodes  | 62 épisodes  | 62 épisodes  | 62 épisodes  |           |
| Serge-Henri Valcke                                                   | Corneel Buitendam    | Principal    | Principal    | Principal    | Principal    | Principal    | Principal    | Principal    | Principal    | Principal    | Principal    | Principal    | Principal    |           |
| Hans Karsenbarg                                                      | Ennaeus den Koninghe | Principal    | Principal    | Principal    | Principal    | Principal    | Principal    | Principal    | Principal    | Principal    | Principal    | Principal    | Principal    |           |
| Nienke Sikkema                                                       | Mevrouw de Cock      | 123 épisodes | 123 épisodes | 123 épisodes | 123 épisodes | 123 épisodes | 123 épisodes | 123 épisodes | 123 épisodes | 123 épisodes | 123 épisodes | 123 épisodes | 123 épisodes |           |
| Freek van Muiswinkel                                                 | Thijs Jochems        | 51 épisodes  | 51 épisodes  | 51 épisodes  | 51 épisodes  |              |              |              |              |              |              |              |              |           |
| Jaap Stobbe, Herman Kortekaas, Ab Abspoel, John Leddy, Piet Kamerman | Lowietje             | Principal    | Principal    | Principal    | Principal    | Principal    | Principal    | Principal    | Principal    | Principal    | Principal    | Principal    | Principal    |           |